# Meredith Whittaker
Meredith Whittaker est une chercheuse spécialisée en éthique de l'intelligence artificielle à New York University. Elle a travaillé pendant 13 ans chez Google. Elle a fondé avec Kate Crawford le AI Now Institute.
En 2021, elle rejoint la Federal Trade Commission en tant que conseillère senior sur l'intelligence artificielle,. 
Le 12 septembre 2022, elle devient la présidente de Signal Foundation, à l'origine de la messagerie Signal, en remplacement de Moxie Marlinspike, démissionnaire. 